# 세종과학예술영재학교
세종과학예술영재학교(世宗科學藝術英才學校, 영어: Sejong Academy of Science and Arts)는 대한민국 세종특별자치시 아름동에 있는 공립 과학예술영재학교이다.

## 학교 연혁
- 2012년 11월 27일 : 세종과학예술영재학교 설립 승인, 6학급 인가
- 2015년 3월 1일 : 세종과학예술영재학교 개교
- 2015년 3월 1일 : 제1대 박두희 교장 부임
- 2015년 3월 5일 : 1기 입학식(90명)
- 2015년 4월 17일 : 개교기념식
- 2016년 2월 1일 : 제2대 김헌수 교장 부임
- 2016년 3월 2일 : 2기 입학식(92명)
- 2016년 4월 1일 : 영재교육원 개원
- 2017년 3월 2일 : 3기 입학식(94명)
- 2017년 10월 26일 : 천문대 개관
- 2018년 3월 2일 : 4기 입학식(96명)
- 2019년 3월 4일 : 5기 입학식(96명)
- 2020년 3월 1일 : 제3대 김태일 교장 부임
- 2020년 3월 2일 : 6기 입학식(88명)
- 2021년 3월 2일 : 7기 입학식(88명)
- 2022년 3월 2일 : 8기 입학식(89명)
- 2023년 3월 2일 : 9기 입학식(89명)
- 2024년 3월 1일 : 제4대 김승환 교장 부임
- 2024년 3월 4일 : 10기 입학식(88명)

## 참고 자료
- 세종과학예술영재학교 - 한국교육학술정보원 학교알리미